# Hipervigilancia
La hipervigilancia o hiperfrenia es un estado de mayor sensibilidad sensorial acompañado de una exageración en la intensidad de conductas cuyo objetivo primordial es detectar amenazas, lo que vuelve al sujeto más irritable de lo normal. La hipervigilancia también se acompaña de un estado de mayor ansiedad que puede causar agotamiento. Otros síntomas incluyen alta capacidad de respuesta a los estímulos (sobre-reacción) y análisis constante del entorno en busca de amenazas. 

## Etiología
La hipervigilancia puede ser un síntoma del trastorno por estrés postraumático y diversos tipos de trastorno de ansiedad. Se distingue de la paranoia. Estados paranoides, tales como los de la esquizofrenia, pueden parecer superficialmente similares, pero son característicamente diferentes.

## Diagnóstico diferencial
La hipervigilancia se diferencia de la hiperexcitación disfórica en que la persona sigue siendo coherente y consciente de su entorno. En la hiperexcitación disfórica producto del trastorno de estrés postraumático la víctima puede perder contacto con la realidad y re-experimentar el evento traumático al pie de la letra. Donde se han producido múltiples traumas, una persona puede llegar a ser hipervigilante y sufrir de ansiedad lo suficientemente intensa y severa como para inducir un estado delirante, donde el efecto de los traumas se superponen: por ejemplo, un afectado puede vivir una situación que le puede resultar demasiado parecida al suceso traumático, pero la persona tiende a mantener la calma. Esto puede resultar en la llamada mirada de los mil metros.

## Síntomas
Las personas que sufren de hipervigilancia están tan alertas del medio ambiente en busca de posibles amenazas, que provoca la pérdida de conexiones con sus familiares y amigos. Sobre-reaccionan a los ruidos fuertes e inesperados, se agitan en ambientes altamente ruidosos o con mucha gente, etc. A menudo tienen dificultades para conciliar el sueño o permanecer dormidos. 